# Bastionul Roșu din Ilia

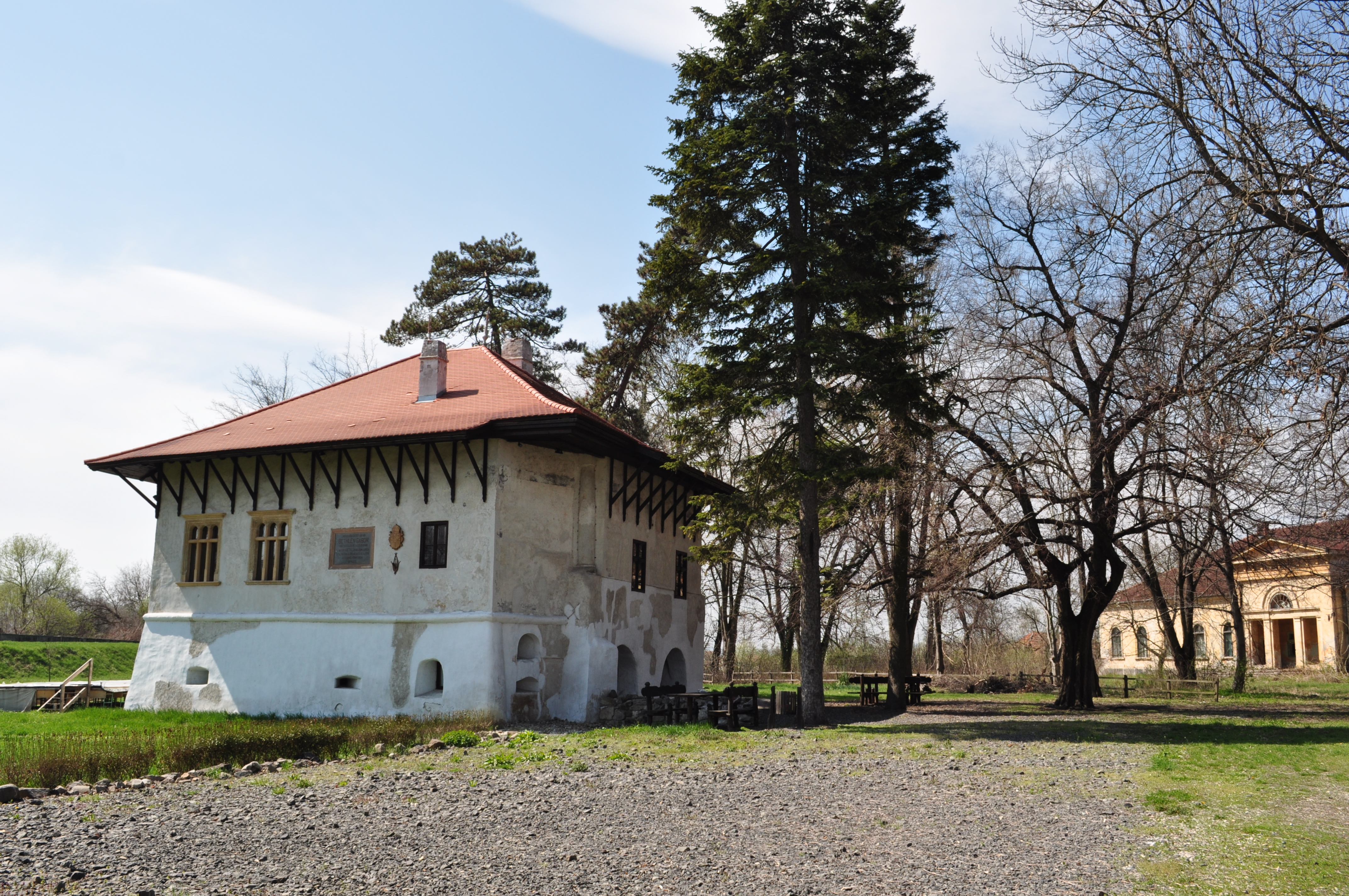
Casa natală Gabriel Bethlen (Bastionul Roșu) din Ilia, județul Hunedoara, foto: aprilie 2012.

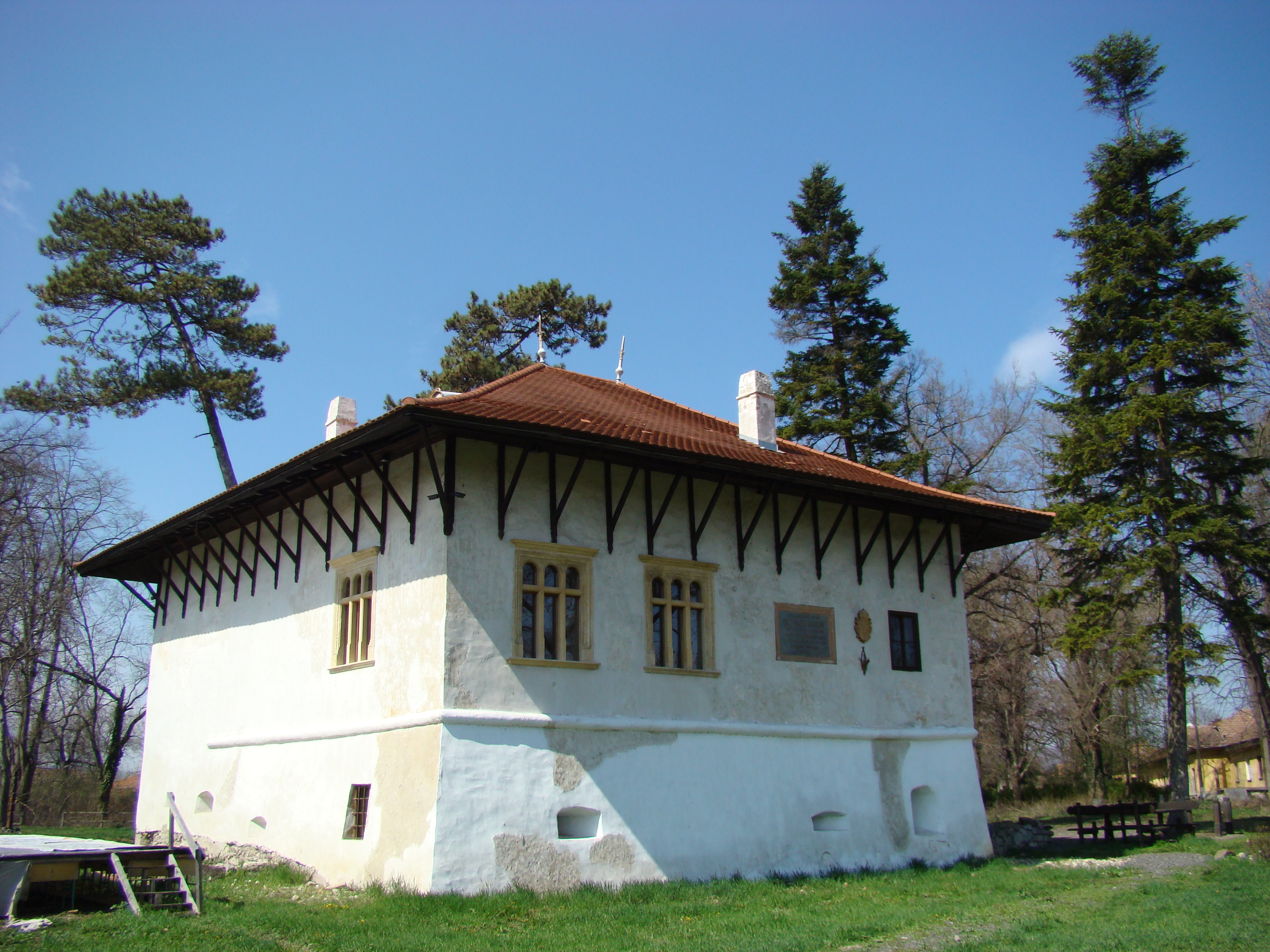
Casa natală Gabriel Bethlen (Bastionul Roșu) din Ilia, județul Hunedoara, foto: aprilie 2012.

Casa natală Gabriel Bethlen (Bastionul Roșu), azi muzeu, se află în localitatea Ilia, județul Hunedoara. Figurează pe lista monumentelor istorice 2010, cod LMI HD-II-m-A-03353

## Istoric și trăsături
Cetatea de la Ilia este menționată de documente începând cu mijlocul secolului al XV-lea. Proprietarii săi din secolul al XVI-lea au fost membrii familiei Dienesi, descendenți direcți ai acestui neam, amintit încă din secolul al XIII-lea în legătură cu acest domeniu important din comitatul Hunedoara.
După ce turcii au ocupat în 1552 cetatea Lipovei, Ilia a devenit o cetate de graniță. Ca să corespundă noii sale funcții, cetatea a fost fortificată cu un inel de apărare bastionar, iar după stingerea pe linie bărbătească a familiei proprietare, domeniul i-a revenit din voia principelui Ștefan Báthory (1571–1586) lui Farkas Bethlen de Iktár (1530–1590). El a fost cel care prin construirea Bastionului Roșu în 1582 a închegat noua incintă. Acest bastion mai puțin expus și mult mai redus ca dimensiuni, a fost destinat, de la bun început, locuirii și decorat nu numai cu ancadramente sculptate din piatră, dar și cu o pictură decorativă exterioară. Din inventarele domeniului, întocmite în perioada 1640 și 1713, reiese că inelul bastionar de fortificație realizat între 1552 și 1582, îmbunătățit și în secolul următor cuprindea un turn de locuință de origine medievală și un conac construit după anul 1629. Primul dintre acestea, Turnul, constituia locuința proprietarilor: într-una dintre încăperile sale a văzut lumina zilei în 1580 Gabriel, fiul lui Farkas Bethlen, viitorul principe al Transilvaniei (1613–1629).
Locul nașterii principelui a fost marcat prin așezarea unei plăci comemorative cu blazon și inscripție, realizată la Cluj în anul 1627. Conacul mai comod, care a preluat funcția turnului de locuință, a fost construit de către Ștefan, fratele mai mic al principelui. În anul 1670 stările transilvănene au dispus demolarea celorlalte trei bastioane împreună cu zidurile din piatră ale cetății, ca acestea să nu poată servi drept o bază de operații militare garnizoanei turcești din Lipova. Pe atunci domeniul aparținea deja strănepoților din familia Thököly ai lui Ștefan Bethlen.
În preajma anului 1678 conacul a fost amplificat de către Emeric Thököly, viitorul principe al Transilvaniei. Domeniul a fost achiziționat în 1716 de către Ioan Kászoni, vicecancelarul Transilvaniei, întemeietorul familiei baronale Bornemisza de Kászon. Descendenții săi au demolat turnul de locuință și conacul. Pe locul acestora s-au ridicat către răspântia secolelor al XVIII-lea și al XIX-lea magazia de grâne a castelului,
respectiv către 1848 castelul (actualul Spital orășenesc) baronului Ignație Bornemisza. Ca o consecință a acestor refaceri conștiința istorică locală încă din secolul al XIX-lea confundase Bastionul Roșu cu locul de naștere al lui Gabriel Bethlen. În anii de după 1850 bastionul a fost refăcut în stil romantic, iar după refacerea din 1909 a fost așezată placa comemorativă modernă.

## Imagini

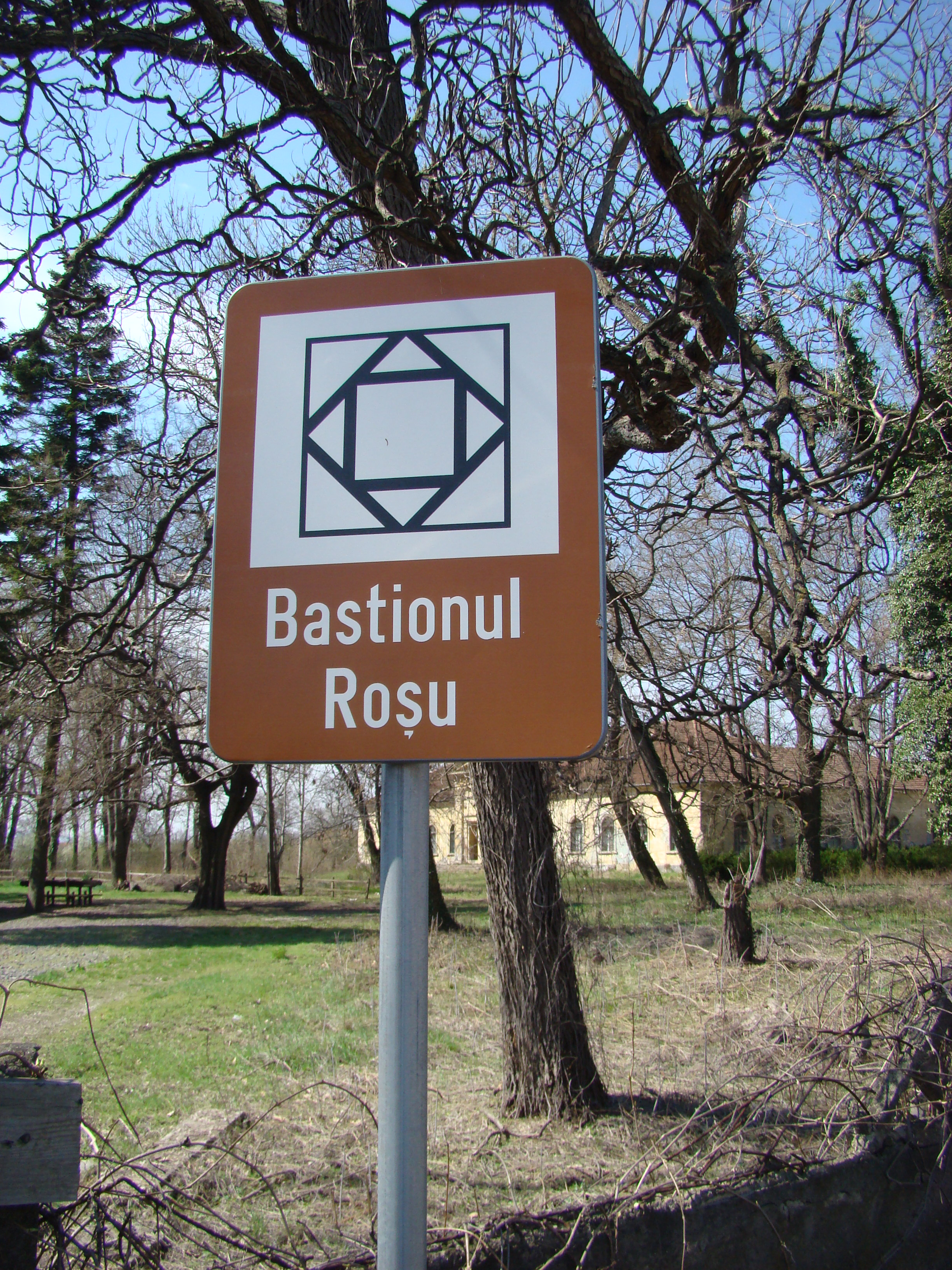
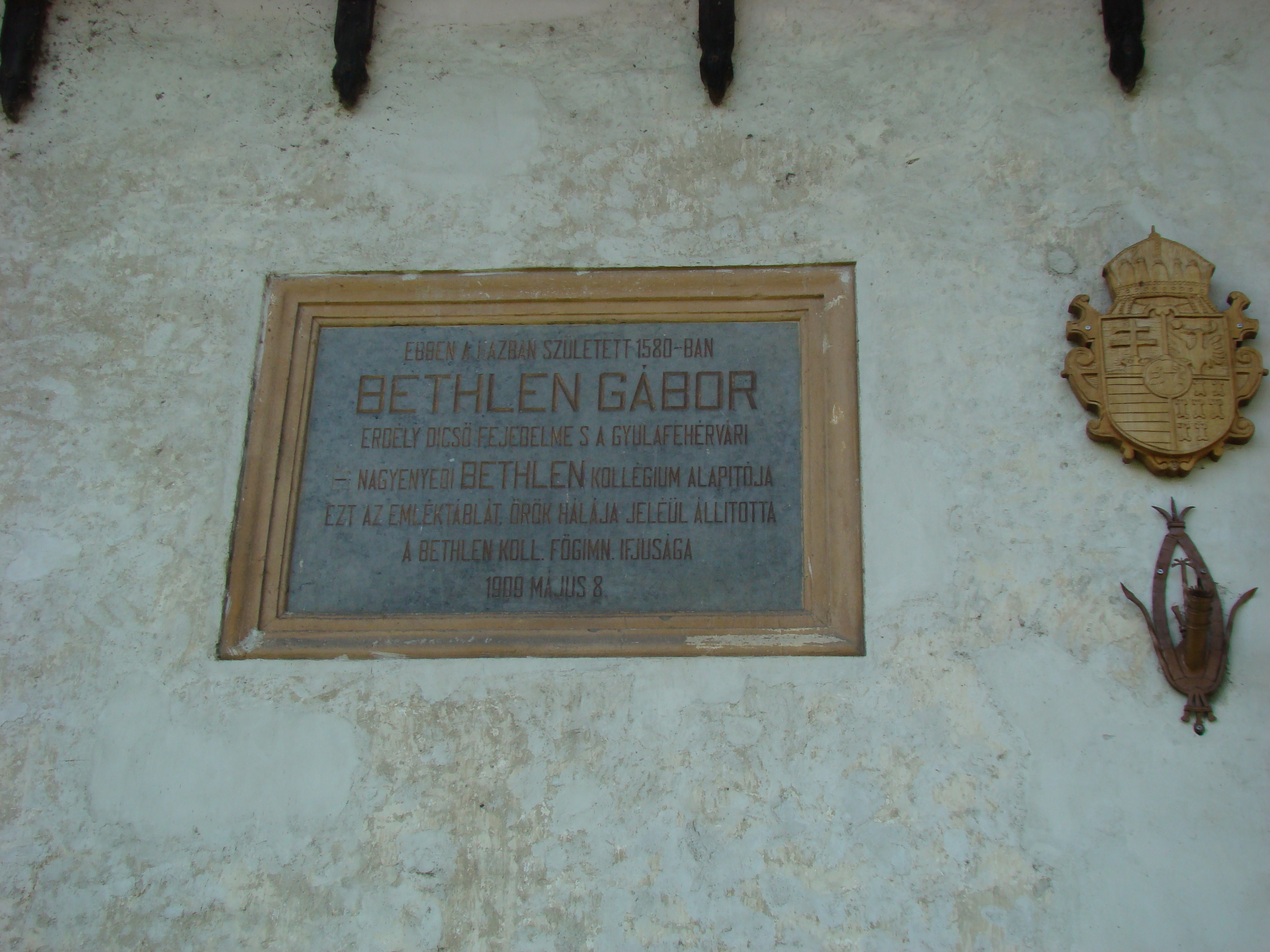
Placheta comemorativă din 1909
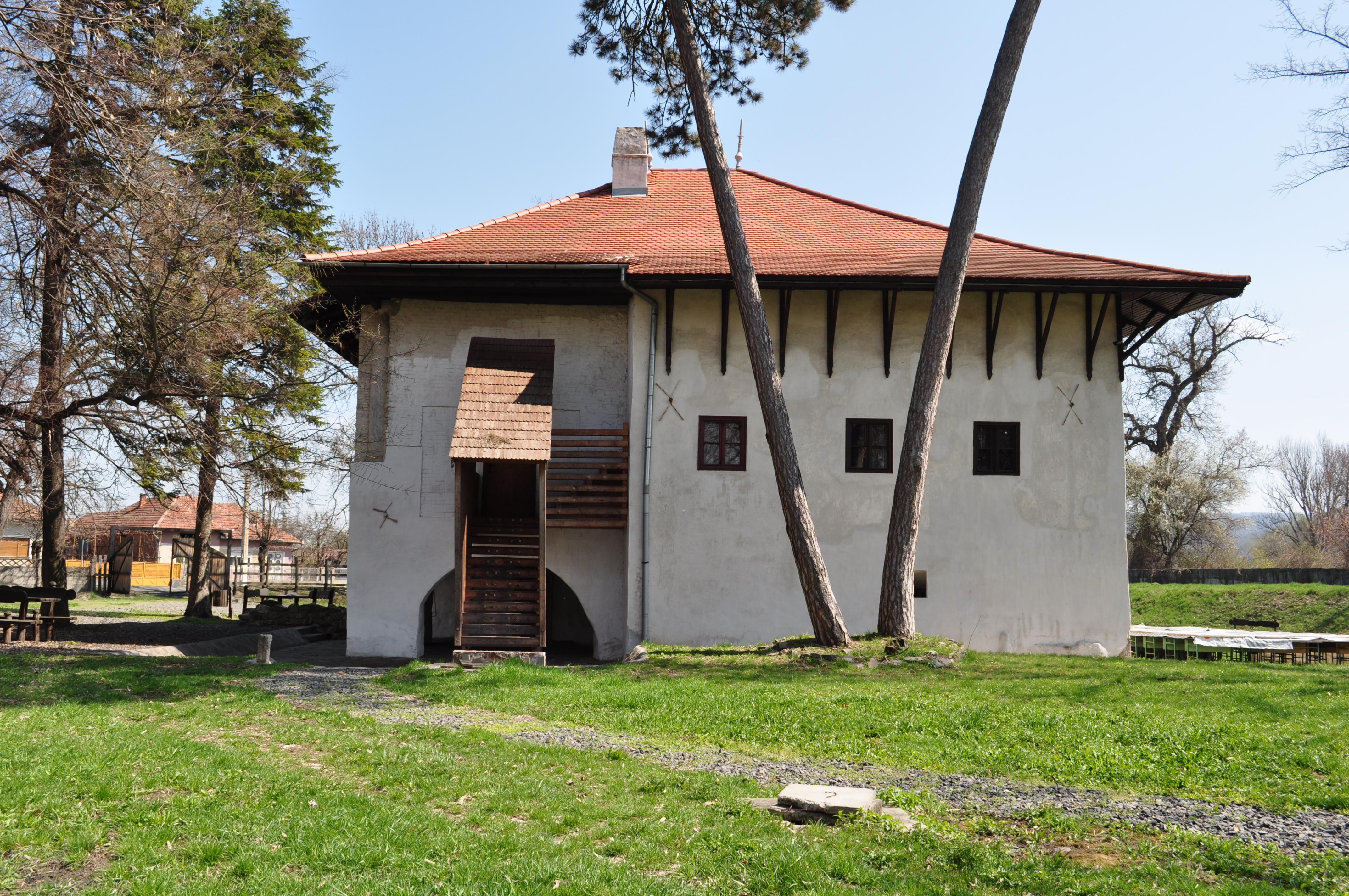
Bastionul Roșu
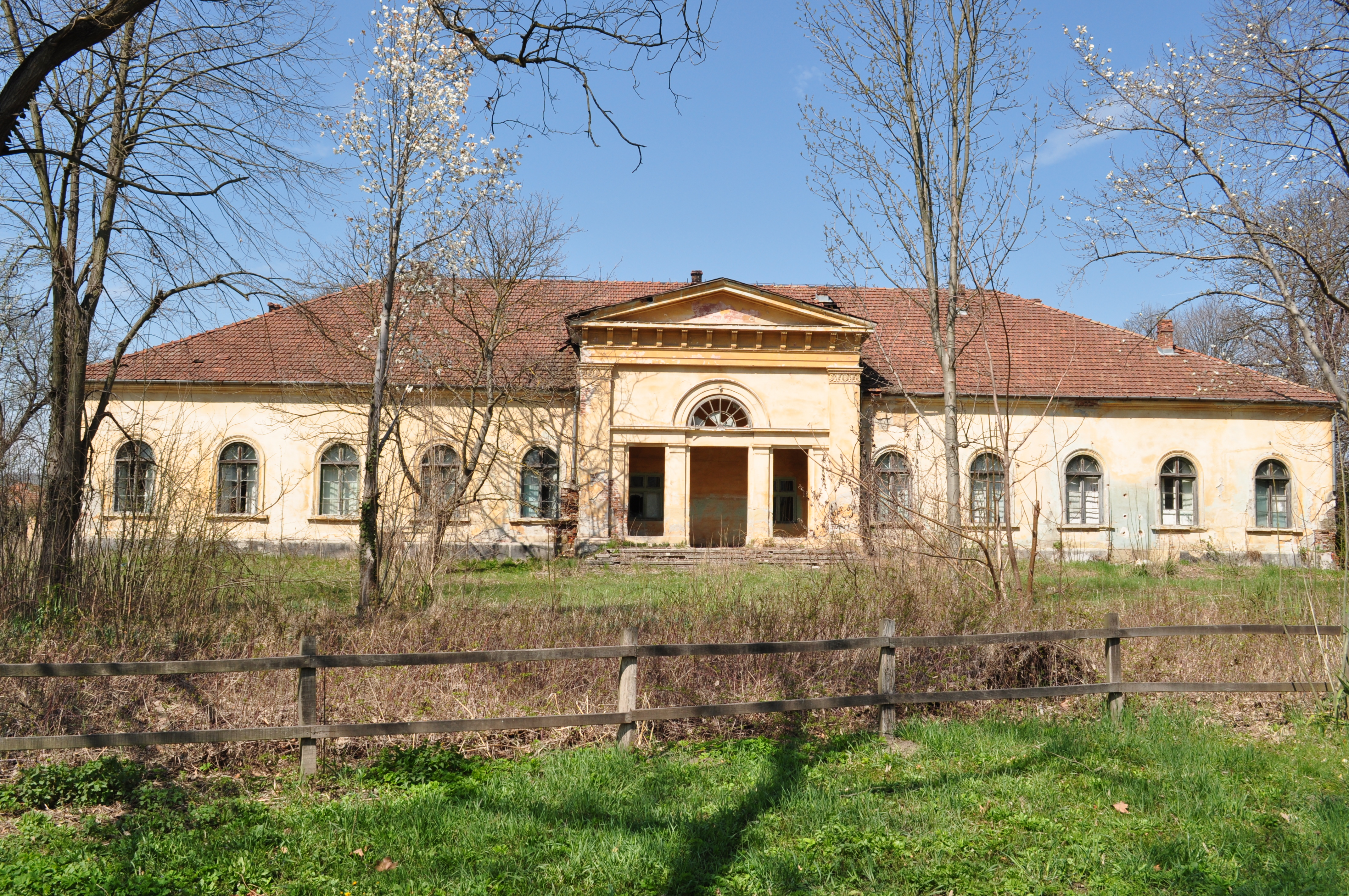
Castelul Bornemisza
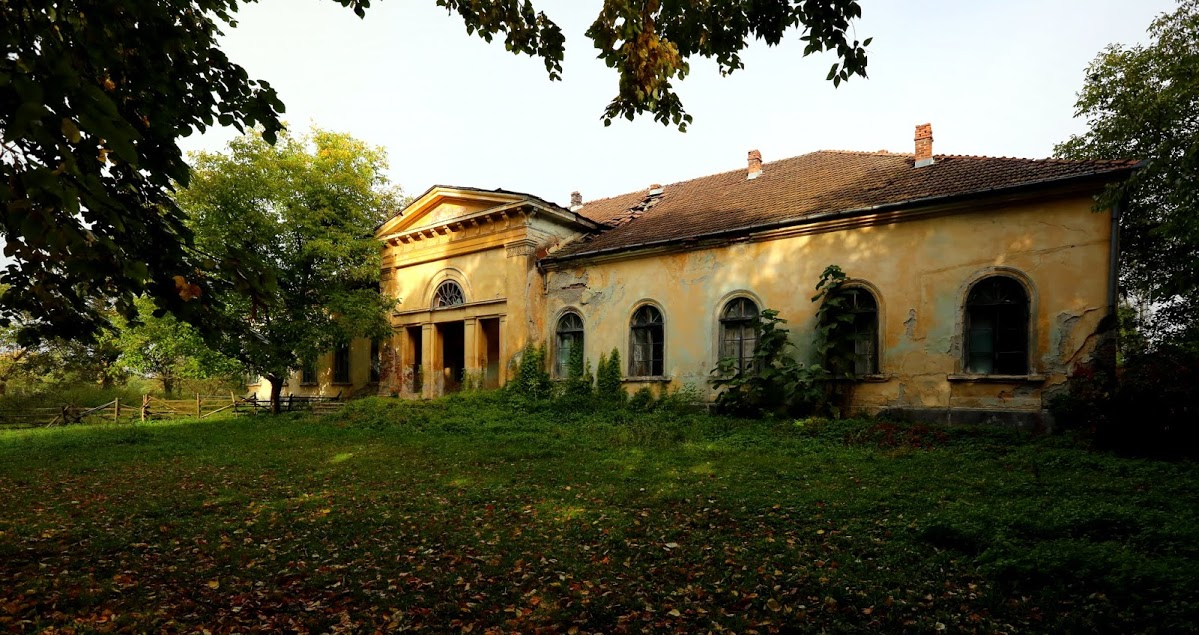
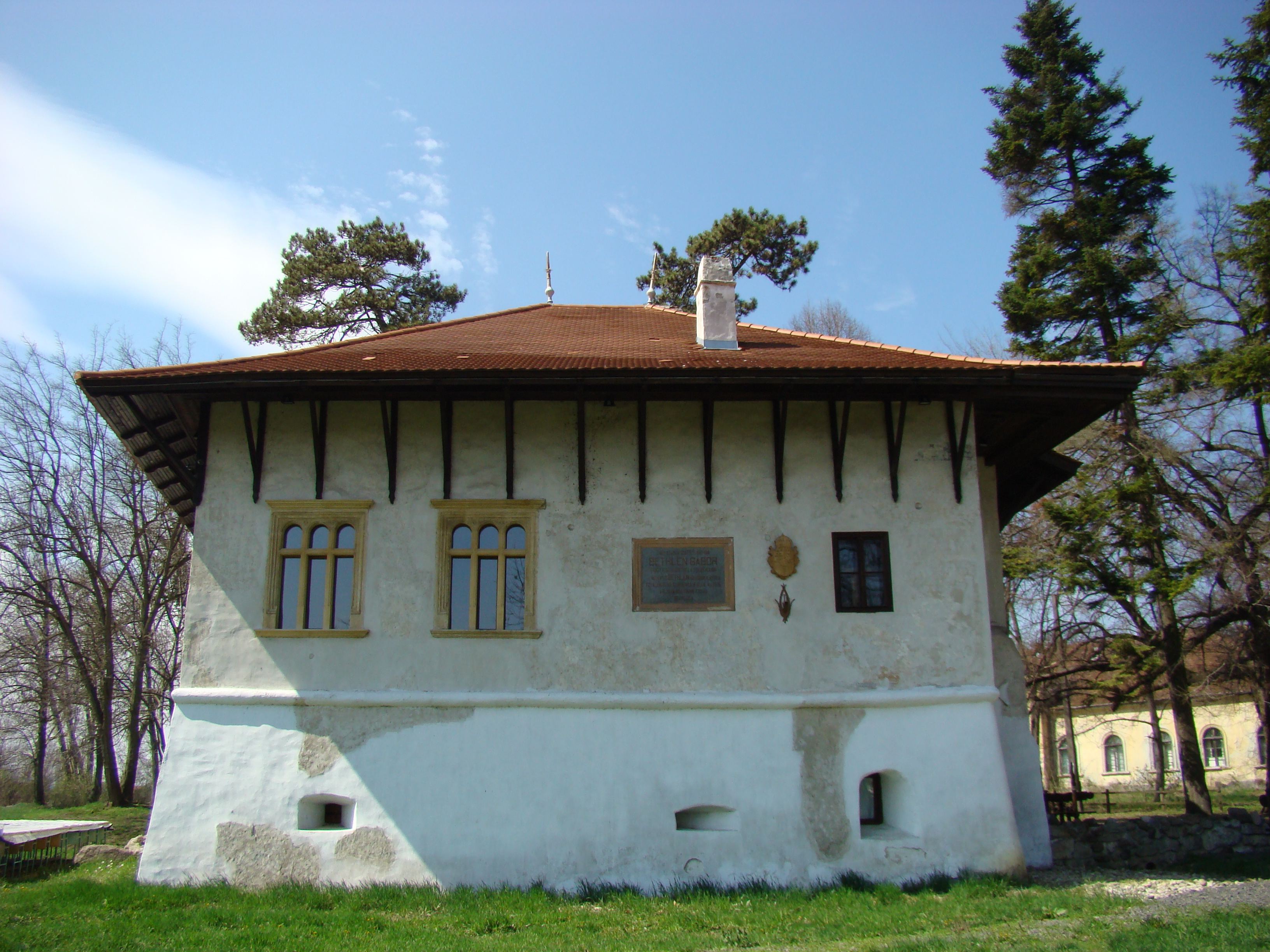
Bastionul Roșu
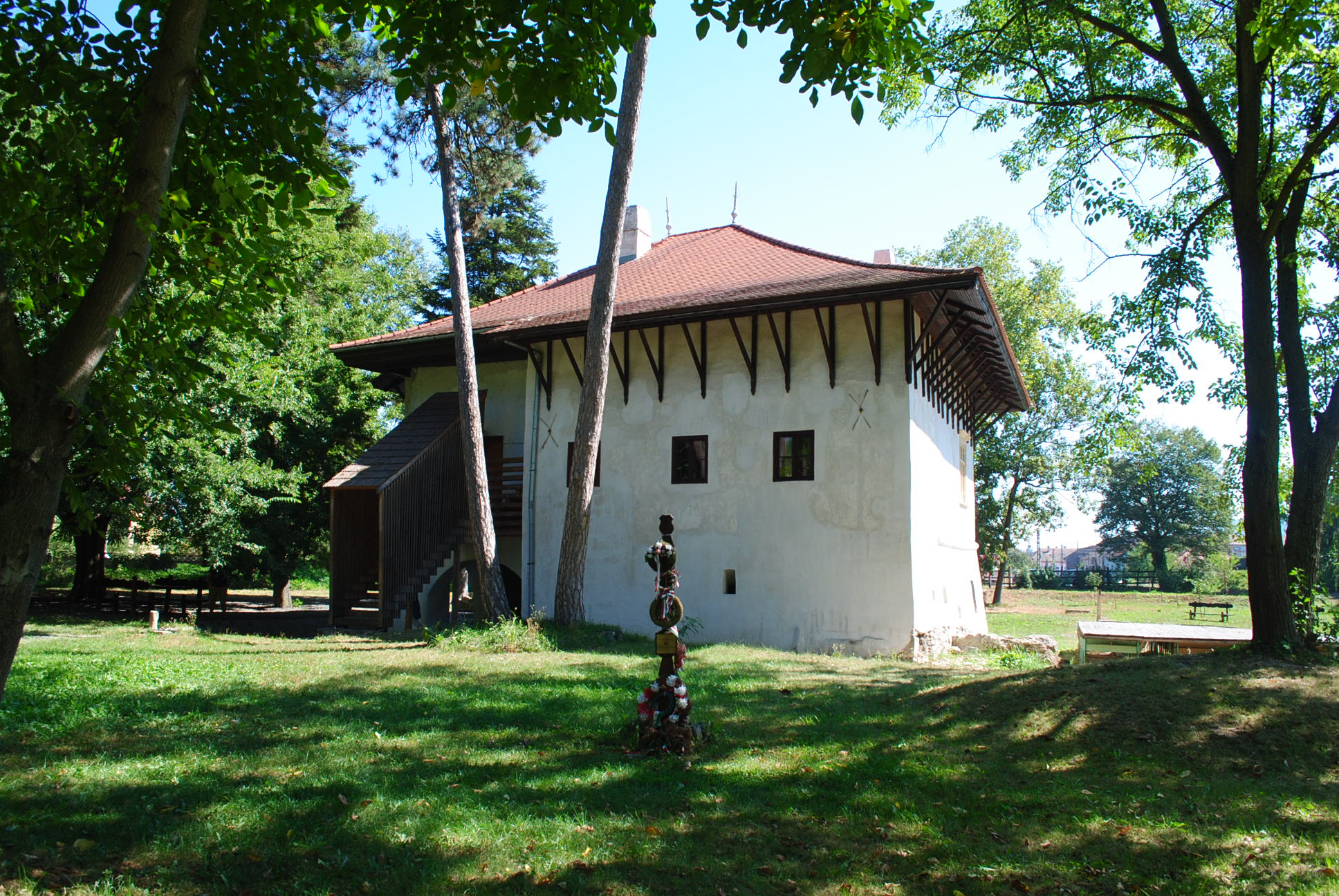
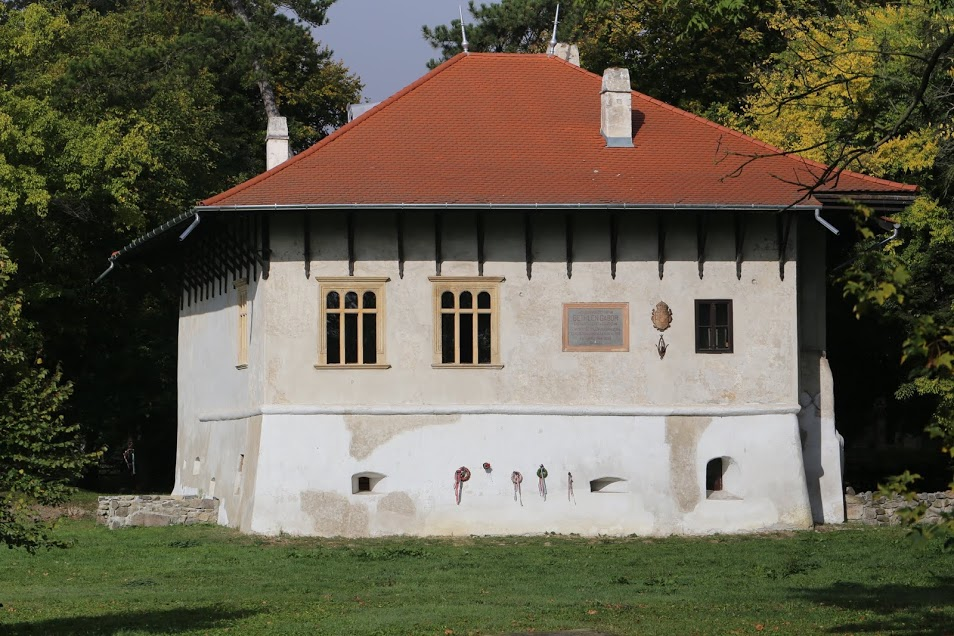
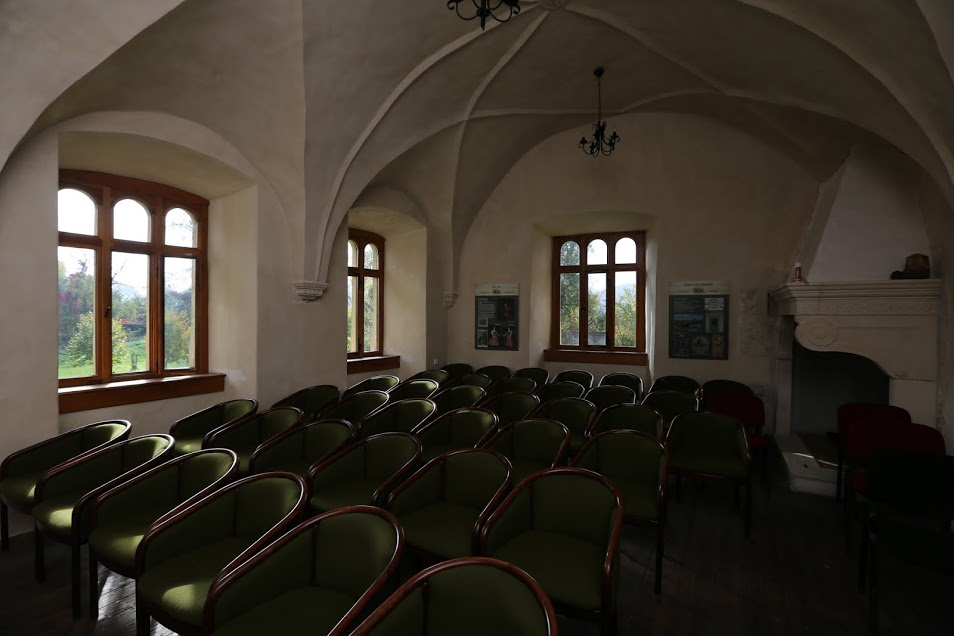
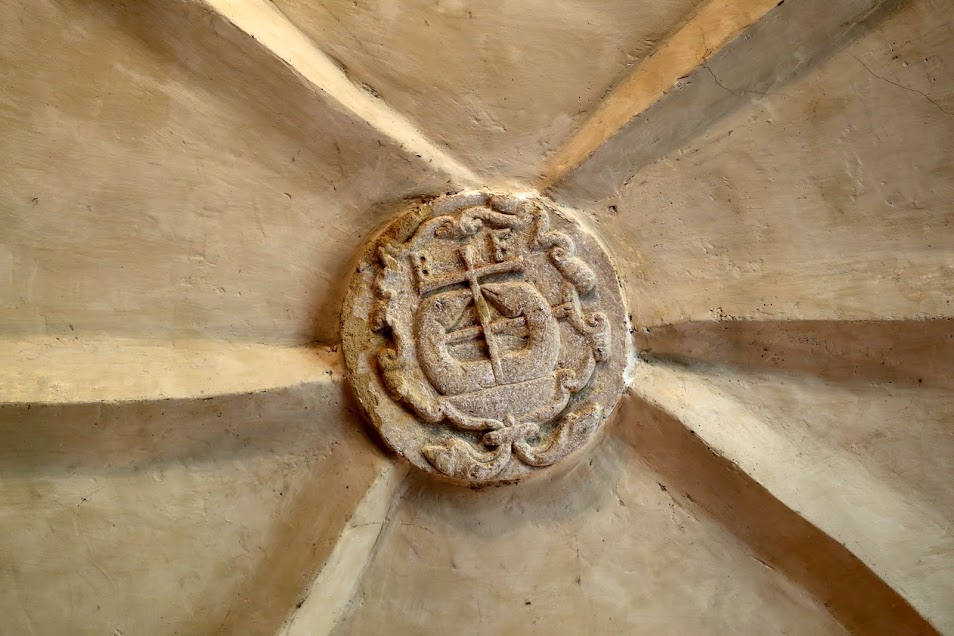
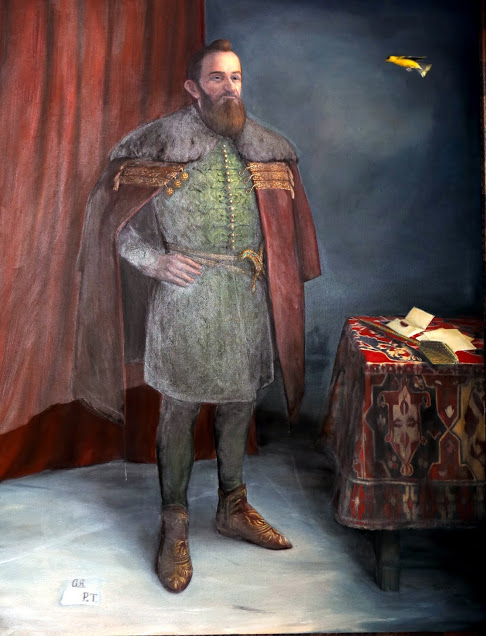
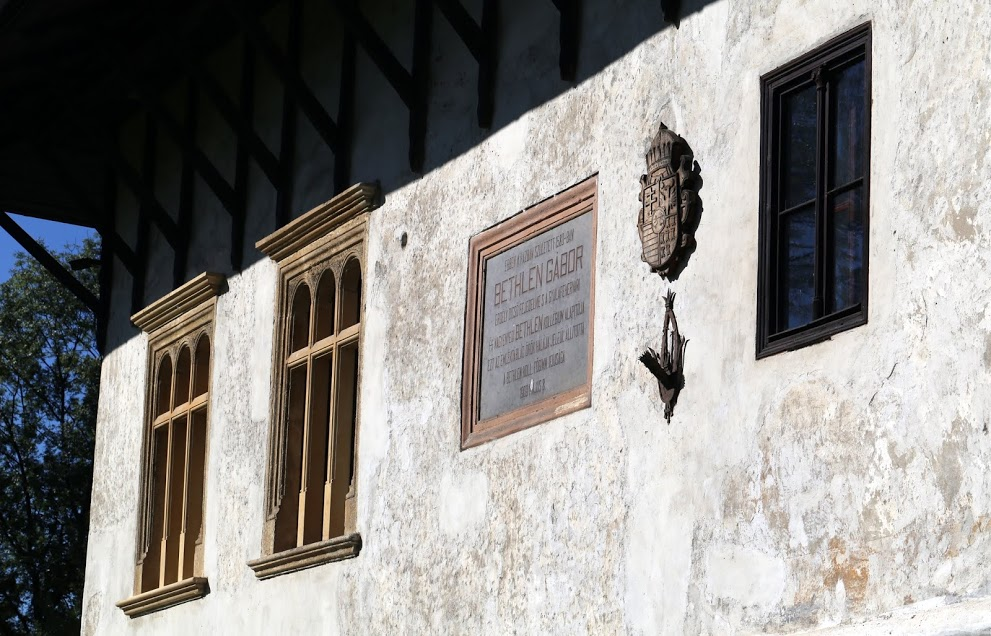